# Albox
Albox (la forêt en arabe) est une commune d’Espagne, dans la province d'Almería, communauté autonome d'Andalousie. C'est le chef-lieu de la comarque Valle del Almanzora.

## Administration
| Période                                  | Période | Identité | Étiquette | Qualité |
| ---------------------------------------- | ------- | -------- | --------- | ------- |
| N/A                                      | N/A     | N/A      | N/A       | Maire   |
| Les données manquantes sont à compléter. |         |          |           |         |

## Géographie
Située dans la vallée du fleuve Almanzora. Elle marque la limite au Nord, avec la comarque des Vélez.

## Démographie
Depuis le milieu des années 1980, la population a augmenté de près de 150 %. Cela est dû à la croissance de l'industrie du marbre.

## Économie
Les professionnels disent que c'est le plus beau marbre au monde ; des nouveaux gisements sont mis au jour quasiment tous les cinq ans et on pense qu'il y aura encore des extractions dans 200 ans.

## Religion
La ville est aussi connue pour son pèlerinage à Notre Dame des Désemparés (la Virgen del Saliente) où les pèlerins viennent de toute l'Espagne et même d'Argentine.